# سیلوویه ماشینی
شرکت سهامی سیلوویه ماشینی (روسی: ОАО "Силовы́е маши́ны") یک شرکت روسی متخصص در ماشین‌سازی صنایع انرژی است که سال ۲۰۰۰ تأسیس شده‌است. دفتر مرکزی این شرکت در سنت پترزبورگ قرار دارد. این شرکت توربین‌های گاز، ژنراتور و توربین‌های بخار را با ظرفیت‌هایی تا ۱۲۰۰ مگاوات، از جمله برای نیروگاه‌های هسته‌ای می‌سازد. 
نمونه کارهای آن شامل توربین ژنراتور نیروگاه هسته‌ای دوم لنینگراد و نیروگاه هسته‌ای دوم نوورونژ است. همچنین سیلوویه ماشین‌آلات و تجهیزات ساخت خود را به ۵۷ کشور دیگر به‌جز روسیه به‌ویژه در آسیا می‌فروشد.